# Antoni Sastres i Alberich
Antoni Sastres i Alberich, (Barcelona segle xviii - Reus, 27 de juny de 1810)va ser un impressor i llibreter català.
Segons inscripció d'òbit era fill de Joan Sastres arquitecte de Barcelona i de Rita Alberich. Estava casat amb Maria del Socors Gibert. Es va iniciar com a impressor a l'últim terç del segle xviii a la impremta de Carles Gibert i Tutó, de la qual va ser regent. Més tard va muntar la seva pròpia impremta i llibreria al carrer de Regomir, cap al 1796, ja que al Diario de Barcelona el trobem aquell any anunciant els llibres que venia. L'any 1802, juntament amb els impressors Francesc Garriga, Joan Serra Centené, Tomàs Gorchs i Antoni Brusi es va adreçar al Col·legi de Llibreters i Impressors per demanar que les filles d'individus impressors o mestres poguessin cobrar les 75 lliures de dot tant si es casaven amb un individu com si ho feien amb un oficial. El Col·legi va acollir la demanda favorablement. Publicava obres de temàtica variada i sovint treia un catàleg amb les novetats de la seva impremta que normalment inseria a les pàgines finals d'alguna de les seves publicacions.
L'any 1807 va publicar una col·lecció d'obres d'entreteniment popular, com ara el d'acudits i penyores Lícito recreo casero, ó Coleccion de varios juegos, conocidos comunmente con el nombre de prendas, entretenimiento para pasar divertidas las noches de invierno y aumentar la diversión en las casas de campo, que va sortir en diversos volums, o Floresta española: colección de cuntos, chistes, agudezas y dichos graciosos de hombres célebres, en tres volums. Durant la Guerra del francès va marxar de Barcelona se suposa que en direcció a Vilanova on va imprimir un Tratado de ortografia para uso de los niños, i a Reus, però en aquesta última ciutat només trobem notícia de la seva viuda la Viuda Sastres. Segons la doctora en història i bibliotecària Montserrat Comas, possiblement va morir a Reus. Efectivament mor a Reus el 27 de juny de 1810.